# Cantone di Vineuil
Il Cantone di Vineuil è una divisione amministrativa dell'arrondissement di Blois.
A seguito della riforma approvata con decreto del 21 febbraio 2014, che ha avuto attuazione dopo le elezioni dipartimentali del 2015, è passato da 3 comuni a 7 comuni più una frazione urbana.

## Composizione
I 3 comuni facenti parte prima della riforma del 2014 erano:
- Montlivault
- Saint-Claude-de-Diray
- Vineuil

Dal 2015, oltre a parte della città di Blois, i comuni appartenenti al cantone sono i seguenti 7:
- Cellettes
- Cheverny
- Chitenay
- Cormeray
- Cour-Cheverny
- Saint-Gervais-la-Forêt
- Vineuil